# Circuito del putamen
El circuito del putamen es una vía motora perteneciente a los núcleos basales específicamente del putamen que se encarga de ejecutar los movimientos ya aprendidos.

## Mecanismo general
Uno de los circuitos más importantes de los ganglios basales es el asociado al putamen: el circuito motor. Es responsable de la selección de programas motores de acuerdo al contexto motor, y por tanto se implica en la iniciación de los movimientos, facilitando la selección de ciertos programas motores e inhibiendo otros. Las alteraciones del putamen están relacionadas con varias enfermedades hipocinéticas e hipercinéticas.
El circuito inicia en la corteza cerebral, y en concreto, en las áreas premotora, suplementaria, motora primaria y las áreas somatosensoriales, que proyectan al putamen (glutamato). Las neuronas del putamen responsables de iniciar la vía lo segregan en 2 canales de información: la vía directa e indirecta. La directa finaliza directamente en el globo pálido interno y en la sustancia negra reticular (GABA), las cuales proyectan al tálamo (GABA), y devuelve información a la corteza, formando un circuito de retroalimentación. En la vía indirecta, el putamen manda información al pálido externo (GABA) y este, al núcleo subtalámico (GABA), que proyecta al pálido interno y a la sustancia negra reticular (glutamato), los cuales devuelven información a la corteza a través del tálamo.
Los 2 circuitos van en paralelo, y en esencia se oponen entre sí: la activación de la vía directa reduce la salida de información inhibidora del pálido interno y sustancia negra reticular al tálamo, el cual se desinhibe y manda más información excitadora a la corteza, y la activación de la vía indirecta incrementa la actividad del núcleo subtalámico y por tanto la salida inhibidora del pálido interno y sustancia negra reticular, disminuyendo la actividad del tálamo y mandando menos información a la corteza. El predominio de uno u otro, en función del contexto, determinará la salida de información de los núcleos basales.
Junto a estos, la vía nigroestriada procedente de la sustancia negra compacta envía proyecciones dopaminérgicas al cuerpo estriado: aumenta la actividad de la vía directa, y disminuye la de la vía indirecta a través de distintos receptores dopaminérgicos (la acción fisiológica de cualquier hormona o neurotransmisor no depende de la misma, sino del receptor sobre el que actúe). La vía nigroestriada facilita el desarrollo de ciertos programas motores, y por tanto facilita la iniciación de los movimientos. En la enfermedad de Parkinson, las neuronas dopaminérgicas de la sustancia negra compacta degeneran (comprobable histológicamente), afectando a los movimientos voluntarios.

## Funcionamiento
Cuando se encuentra dañado el circuito o bloqueado por ejemplo:
- Lesiones en el globo pálido: causan movimientos de contorsión de varias partes del cuerpo denominadas ateosis.
- Lesiones en el subtálamo: produce movimientos de agitación hemibalismo.
- Lesiones en el putamen: produce movimientos de lanzamiento de las extremidades denominados Corea.
- Lesiones en la sustancia negra: produce rigidez, acinesia y temblores (enfermedad de Parkinson).